# Lee Seung-yeob (judoka)
Lee Seung-yeob (kor. 이승엽 ;ur. 2000) – południowokoreański judoka. 
Uczestnik mistrzostw świata w 2025, a także zdobył medal w drużynie. Startował w Pucharze Świata w 2018 i 2023. Złoty medalista mistrzostw Azji w 2025 roku.